# Oonops figuratus
Oonops figuratus är en spindelart som beskrevs av Simon 1891. Oonops figuratus ingår i släktet Oonops och familjen dansspindlar. Inga underarter finns listade i Catalogue of Life.